# Peter Bryan Wells
Peter Bryan Wells (sinh ngày 12 tháng 5 năm 1963) là một giám mục người Hoa Kỳ của Giáo hội Công giáo Rôma, người có phần lớn thời gian trong sự nghiệp của mình thuộc về ngành ngoại giao của Tòa Thánh. Ông cũng từng đảm nhiệm một số công tác quản lý tại Bộ Ngoại giao Tòa Thánh, trước khi được thăng Tổng giám mục Sứ thần vào năm 2016 để đảm nhận vai trò Sứ thần Tòa Thánh và Khâm sứ Tòa Thánh tại một số quốc gia trên thế giới.

## Tiểu sử

### Thiếu thời và tu nghiệp
Tổng giám mục Wells là con trưởng trong một gia đình gồm năm người con ở Tulsa, Oklahoma, Hoa Kỳ. Thời chủng sinh, cậu Wells đã hoàn thành chương trình học triết học tại Đại học Chủng viện St. Meinrad ở Saint Meinrad, Indiana, cũng như hoàn thành chương trình thần học tại Đại học Giáo hoàng Bắc Mỹ ở Rome.
Năm 1990, Wells nhận văn bằng Cử nhân Thần học tại Đại học Giáo hoàng Gregorian.

### Thời kỳ linh mục
Wells được thụ phong linh mục vào ngày 12 tháng 7 năm 1991, là linh mục thuộc linh mục đoàn Giáo phận Tulsa. Sau khi thụ phong linh mục, Wells được chọn làm linh mục phụ tá tại Giáo xứ Nhà thờ Thánh Gia (Holy Family) ở Tulsa cũng như là thư ký đặc biệt của giám mục Tulsa, và linh mục quản lý về đào tạo về Giáo dục Công giáo của giáo phận.
Wells sau đó theo học tại Rôma, nhận bằng Cao đẳng Thần học tại Học viện Thần học Giáo hoàng Gioan Phaolô II về Nghiên cứu Hôn nhân và Gia đình vào năm 1992. Năm 1998 và 1999, Wells nhận bằng Chứng chỉ Giáo luật và bằng Tiến sĩ Giáo luật từ Đại học Gregorian. Đồng thời, ông là sinh viên tại Học viện Giáo hoàng ở Rôma.

## Sự nghiệp trong ngành Ngoại giao
Wells gia nhập ngành ngoại giao của Tòa thánh vào ngày 1 tháng 7 năm 1999, làm việc tại Tòa Khâm sứ ở Nigeria và bắt đầu từ năm 2002, trong Vụ Tổng hợp của Phủ Quốc vụ khanh Tòa Thánh. Ông được bổ nhiệm làm trưởng ban tiếng Anh năm 2006. Ngoài việc sử dụng tiếng mẹ đẻ là tiếng Anh, ông còn nói được các thứ tiếng khác: tiếng Ý, tiếng Pháp, tiếng Đức và tiếng Tây Ban Nha.
Wells sau đó được bổ nhiệm làm "hội thẩm viên" (asessor) vào ngày 16 tháng 7 năm 2009. Nói về công việc của mình với tư cách là người thẩm định và đánh giá các vấn đề và tình hình chung, Wells cho biết rằng vai trò của vị trí này trong ngành ngoại giao Tòa Thánh là cho phép Giáo hoàng Phanxicô và các đại diện của ông "có khả năng hành động tự do trên thế giới" và không bị "cản trở trong sứ vụ của họ", đặc biệt là vấn đề tiếp cận những người chịu thiệt thòi nhất.
Năm 2013, Giáo hoàng Phanixicô bổ nhiệm linh mục Peter Wells làm thư ký của Ủy ban Giáo hoàng gồm năm thành viên, chịu trách nhiệm điều tra Viện Công trình Tôn giáo. Vị giáo sĩ này cũng từng là Chủ tịch Ủy ban An ninh Tài chính của Tòa thánh.
Sau đó ba năm, ngày 9 tháng 2 năm 2016, Giáo hoàng thăng linh mục Peter Wells hàm Tổng giám mục, với Hiệu tòa là Marcianopolis. Ông được chỉ định nhiệm sở đầu tiên là sứ thần tòa thánh tại Nam Phi và Botswana. Vài ngày sau đó, ngày 13 tháng 2, ông được bổ nhiệm kiêm chức Sứ thần tòa thánh tại Lesotho và Namibia.
Lễ tấn phong cho Tân Tổng giám mục Sứ thần đã được Giáo hoàng Phanxicô chủ sự vào ngày 19 tháng 3 năm 2016. Ba tháng sau ngày tấn phong, ngày 13 tháng 6, Wells cũng được bổ nhiệm kiêm chức Sứ thần tòa thánh tại Eswatini.
Vào ngày 8 tháng 2 năm 2023, Giáo hoàng Phanxicô đã bổ nhiệm Tổng giám mục Peter Wells làm Sứ thần Tòa Thánh tại Thái Lan và Campuchia, kiêm chức Khâm sứ Tòa Thánh tại Lào.